# Jonny Mellis Reinholm
Jonny Mellis Reinholm (Jonny Mikael Reinholm), född 1965, är en svensk musiker och metalgitarrist som medverkat i bland annat Thore Skogman kör hård-rock 1999 och Thore Goes Metal 2008 som den nya utgåvan heter.
Idag är Jonny Mellis aktiv i BluesRock duon "Jay and Jay" (J&J) och det återförenade hårdrocksbandet Shock Tilt som släpper ett nytt album samtidigt som dokumentären "The real monster of rock" har premiär under hösten 2011.

## Diskografi
- 1994 - Vi är vinnare - (Djurgårdens IF Ishockeyförening)
- 1998 - Ozzified - The tribute to Ozzy Osbourne (Shock Tilt - Crazy Train)
- 1998 - A Tribute To U2 - Zoovenir (Where The Streets Have No Name)
- 1999 - Thore Skogman kör hård-rock
- 2008 - Thore Goes Metal